# Ronde van Italië 2014/Zestiende etappe
De zestiende etappe van de Ronde van Italië 2014 werd op 27 mei verreden. Het peloton begon in Ponte di Legno aan een bergrit van 139 kilometer die in Val Martello (Martell) eindigde. 

## Verloop
Tijdens de zestiende etappe moesten drie cols worden beklommen. Na de 2.618 meter hoge Gavia, de 2.758 meter hoge Stelvio volgde de slotklim naar het op 2.059 meter hoogte gelegen Val Martello (Martell).
Robinson Chalapud opende de aanval op de Gavia, passeerde de top als eerste, waarna in de afdaling een kopgroep van negen renners ontstond. Het negental kreeg tijdens de tweede klim gezelschap van Alexandre Geniez. Kort voor de top van de Stelvio haalde de favorietengroep de koplopers bijna in, Dario Cataldo ging daarop solo door.
Nairo Quintana reed in de afdaling weg uit de groep met Rigoberto Urán en Wilco Kelderman en na een inhaal- en afvalrace verdrong hij op de slotklim samen met Ryder Hesjedal en Pierre Rolland Cataldo van de leiding. Tijdens de klim naar de finish haakte Rolland als eerste af. Hesjedal wist na enkele aanvallen van Quintana steeds weer aan te haken, maar moest in de slotkilometer passen. De aanval in de afdaling was erg controversieel. De jury had een neutralisatie afgekondigd tijdens de afdaling, om aanvallen tijdens het slechte weer in de afdaling te voorkomen. Volgens de jury bleek dit achteraf verkeerd doorgegeven informatie te zijn op de koersradio. Het gemaakte verschil in deze etappe bleek aan het eind van de Giro groot genoeg te zijn voor Nairo Quintana om Urán te kloppen in de eindzege.
In de groep van Urán bleek Kelderman, na enkele vergeefse aanvallen van Rafał Majka, de sterkste. De 24-jarige renner pakte wat tijd op zijn concurrenten in de toptien van het klassement. Cadel Evans zakte naar de derde plaats en staat nu op 3.21 van de roze trui. Kelderman staat op 4.06 van Quintana.

## Uitslag
| Ponte di Legno - Val Martello (Martell) (139 km) |                    |                         |          |
| Plaats                                           | Naam               | Ploeg                   | Tijd     |
| Winnaar                                          | Nairo Quintana     | Team Movistar           | 4u42'35" |
| 2                                                | Ryder Hesjedal     | Garmin Sharp            | +8"      |
| 3                                                | Pierre Rolland     | Team Europcar           | +1'13"   |
| 4                                                | Wilco Kelderman    | Belkin Pro Cycling      | +3'32"   |
| 5                                                | Domenico Pozzovivo | AG2R La Mondiale        | +3'37"   |
| 6                                                | Fabio Aru          | Astana Pro Team         | +3'40"   |
| 7                                                | Rafał Majka        | Tinkoff-Saxo            | +4'08"   |
| 8                                                | Sebastián Henao    | Sky ProCycling          | +4'11"   |
| 9                                                | Rigoberto Urán     | Omega Pharma-Quick-Step | z.t.     |
| 10                                               | Cadel Evans        | BMC Racing Team         | +4'48"   |
|                                                  |                    |                         |          |
| 20                                               | Maxime Monfort     | Lotto-Belisol           | +11'28"  |

## Klassementen
| Algemeen klassement |                    |                         |           |
| Plaats              | Naam               | Ploeg                   | Tijd      |
| Roze trui           | Nairo Quintana     | Team Movistar           | 68u11'44" |
| 2                   | Rigoberto Urán     | Omega Pharma-Quick-Step | +1'41"    |
| 3                   | Cadel Evans        | BMC Racing Team         | +3'21"    |
| 4                   | Pierre Rolland     | Team Europcar           | +3'26"    |
| 5                   | Rafał Majka        | Tinkoff-Saxo            | +3'28"    |
| 6                   | Fabio Aru          | Astana Pro Team         | +3'34"    |
| 7                   | Domenico Pozzovivo | AG2R La Mondiale        | +3'49"    |
| 8                   | Wilco Kelderman    | Belkin Pro Cycling      | +4'06"    |
| 9                   | Ryder Hesjedal     | Garmin Sharp            | +4'16"    |
| 10                  | Robert Kišerlovski | Trek Factory Racing     | +8'02"    |
|                     |                    |                         |           |
| 14                  | Maxime Monfort     | Lotto-Belisol           | +22'35"   |

| Puntenklassement |                    |                     |        |
| Plaats           | Naam               | Ploeg               | Punten |
| Rode trui        | Nacer Bouhanni     | FDJ.fr              | 251    |
| 2                | Giacomo Nizzolo    | Trek Factory Racing | 225    |
| 3                | Elia Viviani       | Cannondale          | 173    |
|                  |                    |                     |        |
| 9                | Wilco Kelderman    | Belkin Pro Cycling  | 78     |
| 22               | Tosh Van der Sande | Lotto-Belisol       | 34     |

| Bergklassment |                   |                     |        |
| Plaats        | Naam              | Ploeg               | Punten |
| Blauwe trui   | Julián Arredondo  | Trek Factory Racing | 95     |
| 2             | Robinson Chalapud | Team Colombia       | 69     |
| 3             | Dario Cataldo     | Sky ProCycling      | 62     |
|               |                   |                     |        |
| 4             | Tim Wellens       | Lotto-Belisol       | 57     |
| 14            | Wilco Kelderman   | Belkin Pro Cycling  | 25     |

| Jongerenklassement |                 |                    |           |
| Plaats             | Naam            | Ploeg              | Tijd      |
| Witte trui         | Nairo Quintana  | Team Movistar      | 68u11'44" |
| 2                  | Rafał Majka     | Tinkoff-Saxo       | +3'28"    |
| 3                  | Fabio Aru       | Astana Pro Team    | +3'34"    |
|                    |                 |                    |           |
| 4                  | Wilco Kelderman | Belkin Pro Cycling | +4'06"    |
| 16                 | Tim Wellens     | Lotto-Belisol      | +2u21'53" |

| Ploegenklassement |                         |            |
| Plaats            | Ploeg                   | Tijd       |
|                   | AG2R La Mondiale        | 204u19'48" |
| 2                 | Omega Pharma-Quick-Step | +36'50"    |
| 3                 | Tinkoff-Saxo            | +45'09"    |
|                   |                         |            |
| 13                | Belkin Pro Cycling      | +2u16'01"  |

1e etappe ·
2e etappe ·
3e etappe ·
4e etappe ·
5e etappe ·
6e etappe ·
7e etappe ·
8e etappe ·
9e etappe ·
10e etappe ·
11e etappe ·
12e etappe ·
13e etappe ·
14e etappe ·
15e etappe ·
16e etappe ·
17e etappe ·
18e etappe ·
19e etappe ·
20e etappe ·
21e etappe
Startlijst · Eindstanden · Afbeeldingen